# Meyrem Almaci

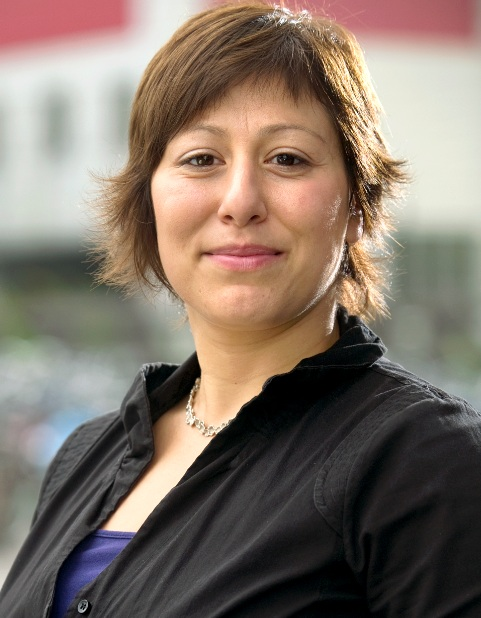
Meyrem Almaci

Meyrem Almaci (* 25. Februar 1976 in Sint-Niklaas) ist eine belgische Politikerin der Partei Groen.

## Leben
Almaci studierte Kulturwissenschaften an der Universität Gent. Seit dem 10. Juni 2007 ist Almaci Abgeordnete in der Belgischen Abgeordnetenkammer. Von 2014 bis 2022 war sie Parteivorsitzende der Partei Groen. Sie ist verheiratet, hat zwei Kinder und wohnt in Berchem.